# 卡蘇開蒂斯山
卡蘇開蒂斯山（英語：Mount Kazukaitis），是南極洲的山峰，位於埃爾斯沃思地，處於瑟斯頓島西部，屬於沃克山脈的一部分，根據美國海軍在1946年12月拍攝的空中照片繪入地圖，現時由南極條約體系管理。